# 米夏耶爾作戰
米夏耶爾作戰（Operation Michael），另譯「米夏埃爾作戰」、「邁克爾作戰」、「米凱爾作戰」、「米歇尔攻势」等，是一战期间德军发动的一次重大军事进攻，是1918年3月21日开始的春季攻勢的一部分，从聖康坦附近的兴登堡防线發起的攻擊。作戰目标是突破協約国防线，向西北方向推进，夺取提供英军補給海峡港口，將英国远征军推下海。 两天后，德国参谋總长鲁登道夫改变计划，沿索姆河以北的英军前线，向正西方推进。此舉的目的是分割英法两国军队，并粉碎英国军队。 此次作戰在位于亚眠的協約國通讯中心以东的维莱布勒托讷结束。協約國在维莱布勒托讷擋下德军的进攻；而德军伤亡惨重，无力推進。
大部分争夺的區域是1916年索姆河战役留下的荒野。 此作戰的失败标志德国第一次世界大战的结束。来自美国的大量增援部队抵达法国的戰線，但德军无法在美國增援部队到达之前，弥补其损失。米夏耶爾作戰未能实现其目标。德军的推进在1918年8月21日至9月3日協約國的百日攻势遭到逆转。

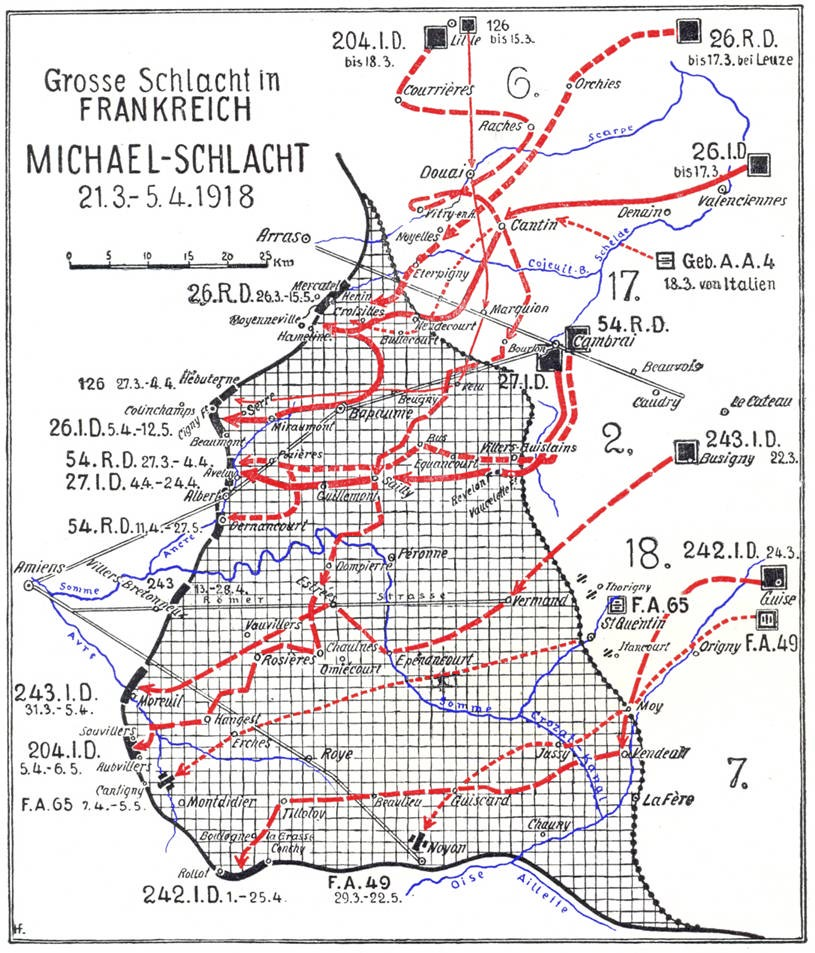
作戰中德軍師團的行動

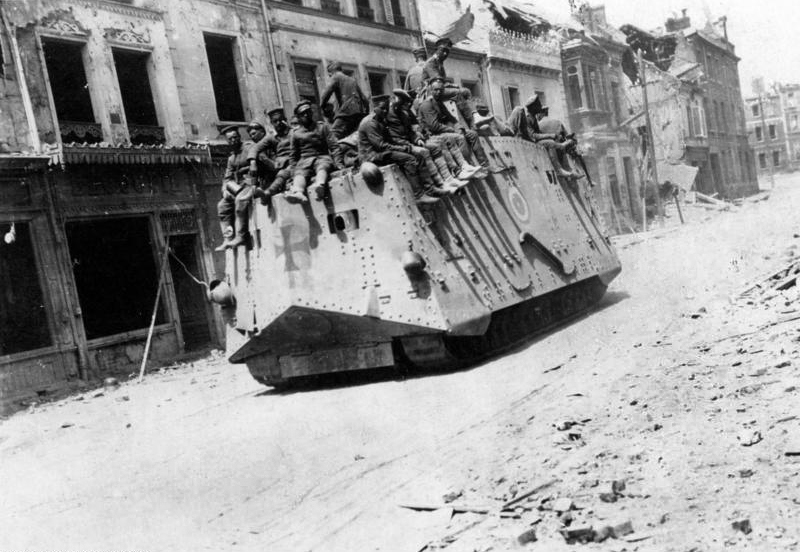
1918年3月26日， 魯瓦，德軍的 A7V坦克

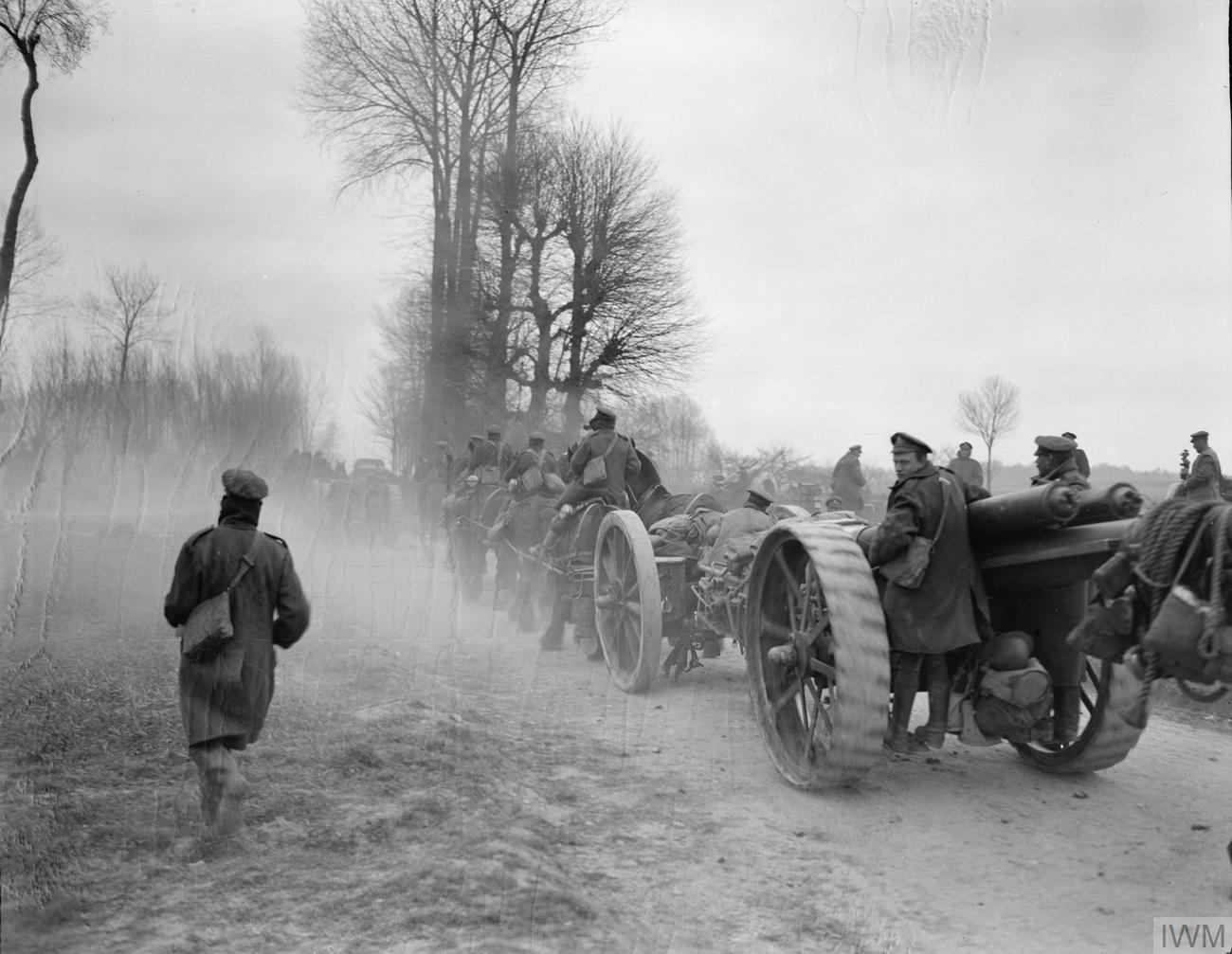
1918年3月，米夏耶爾作戰中撤退的英军

## 外部連結
- Watson, Alexander: German Spring Offensives 1918 （页面存档备份，存于） , in: 1914-1918-online. （页面存档备份，存于） International Encyclopedia of the First World War （页面存档备份，存于）.
- CWGC map （页面存档备份，存于）
- V. M. Yeates （页面存档备份，存于）
- Commonwealth War Graves Commission, p. 79 （页面存档备份，存于）
- War diary, The Bedfordshire Regiment in the Great War （页面存档备份，存于）
- Major J. G. Brew, 1918: Retreat from St. Quentin

## 脚注
1. ↑  Gerwarth, Robert. . 時報出版. 2018: 379. ISBN 9789571374338.
2. ↑  Battles and actions described follow the publication: The Official Names of the Battles and Other Engagements Fought by the Military Forces of the British Empire during the Great War, 1914–1919 and the Third Afghan War, 1919: Report of the Battles Nomenclature Committee as approved by the Army Council.